# Primula inopinata
Primula inopinata är en viveväxtart som beskrevs av Harold Roy Fletcher. Primula inopinata ingår i släktet vivor, och familjen viveväxter. Inga underarter finns listade i Catalogue of Life.